# فايث (ألبوم)
فايث (بالإنجليزية: Faith)‏ هو الألبوم الفردي الأول للبريطاني جورج مايكل بعد افتراقه من فرقة وام!، وقد بيع منه قرابة 20 مليون نسخة مما دفعه للفوز بجائزة غرامي لألبوم السنة وذلك في سنة 1989.

## روابط خارجية
- فايث على موقع أول موفي (الإنجليزية)